# Semnopithecus hypoleucos
O langur-cinzento-de-pés-negros (Semnopithecus hypoleucos) é uma das 7 espécies de Semnopithecus. É nativo da Índia.

## Estado de conservação
Esta espécie foi listada como vulnerável baseada em um declíneo previsto de pelo menos 30% nos próximos 30 anos devido ao excesso de caça.